# Wayning Moments
Wayning Moments je drugi studijski album saksofonista Wayna Shorterja, ki je izšel pri založbi Vee-Jay Records. Na albumu prevladuje bop in hard bop, snemalno zasedbo pa so tvorili Shorter, Freddie Hubbard, Eddie Higgins, Jymie Merritt in Marshall Thompson. Re-izdaje na zgoščenki vsebujejo dodatnih osem alternativnih posnetkov skladb.

## Kritični sprejem
Kritik Steve Loewy je v retrospektivni recenziji za spletni portal AllMusic zapisal, da gre za mainstream jazz album tistega obdobja. Zapisal je še, da Shorter pokaže konzervativno stran svojega igranja, trobentač Freddie Hubbard igra zelo previdno, da pa ritmična sekcija, ki jo sestavljajo Eddie Higgins, Jymie Merritt in Marshall Thompson ohranja trden ritem, zaradi česar je rezultat dober. Na koncu je še dodal, da posnetki ne predstavljajo najboljših del Shorterja ali Hubbarda, a da je album vseeno zanimiv del njunih diskografij.

## Seznam skladb
| Št. | Naslov                          | Pisec                            | Dolžina |
| --- | ------------------------------- | -------------------------------- | ------- |
| 1.  | „Black Orpheus‟ (4.)            | Luiz Bonfá, Antônio Carlos Jobim | 4:35    |
| 2.  | „Devil's Island‟ (8.)           | Wayne Shorter                    | 3:56    |
| 3.  | „Moon of Manakoora‟ (2.)        | Frank Loesser, Alfred Newman     | 3:45    |
| 4.  | „Dead End‟ (8.)                 | Shorter                          | 4:35    |
| 5.  | „Wayning Moments‟ (2.)          | Eddie Higgins                    | 4:22    |
| 6.  | „Powder Keg‟ (5.)               | Shorter                          | 3:14    |
| 7.  | „All or Nothing at All‟ (3.)    | Arthur Altman, Jack Lawrence     | 2:58    |
| 8.  | „Callaway Went That-A-Way‟ (3.) | Shorter                          | 4:54    |

| Dodatne skladbe na CD izdaji | Dodatne skladbe na CD izdaji    | Dodatne skladbe na CD izdaji |
| Št.                          | Naslov                          | Dolžina                      |
| ---------------------------- | ------------------------------- | ---------------------------- |
| 9.                           | „Black Orpheus‟ (3.)            | 4:43                         |
| 10.                          | „Devil's Island‟ (7.)           | 4:00                         |
| 11.                          | „Moon of Manakoora‟ (1.)        | 4:50                         |
| 12.                          | „Dead End‟ (7.)                 | 4:40                         |
| 13.                          | „Wayning Moments‟ (3.)          | 6:19                         |
| 14.                          | „Powder Keg‟ (1.)               | 3:38                         |
| 15.                          | „All or Nothing at All‟ (2.)    | 2:59                         |
| 16.                          | „Callaway Went That-A-Way‟ (1.) | 3:59                         |

## Glasbeniki
- Wayne Shorter – tenor saksofon
- Freddie Hubbard – trobenta
- Eddie Higgins – klavir
- Jymie Merritt – kontrabas
- Marshall Thompson – bobni